# Hay, New South Wales
Hay är en shirehuvudort i Australien. Den ligger i kommunen Hay och delstaten New South Wales, i den sydöstra delen av landet, omkring 590 kilometer väster om delstatshuvudstaden Sydney. Antalet invånare är 2 660.
Trakten runt Hay är nära nog obefolkad, med mindre än två invånare per kvadratkilometer..
Trakten runt Hay består till största delen av jordbruksmark. Genomsnittlig årsnederbörd är 410 millimeter. Den regnigaste månaden är februari, med i genomsnitt 73 mm nederbörd, och den torraste är oktober, med 6 mm nederbörd.